# 魔女之泉系列
魔女之泉系列是Kiwi Walks自2015年起推出的角色扮演游戏系列，全球销量已突破200万份。游戏以训练与角色扮演为核心制作，描述魔女们在泉之战争后的生活。
本系列以可爱的魔女们为主角，将玩家带入到一个奇异的魔幻世界中，感受角色的悲欢离合。

## 系列作品
| 2015 | 魔女之泉          |
| 2016 | 魔女之泉2         |
| 2017 | 魔女之泉3         |
| 2018 | 魔女之泉 复刻版   |
| 2019 | 魔女之泉4         |
| 2020 | 魔女之泉3 Re:Fine |
| 2021 |                   |
| 2022 |                   |
| 2023 | 魔女之泉R         |

### 主系列
- 《魔女之泉》- 2015年7月13日发行，是本系列的首部作品。故事发生在巴菲利亚大陆。玩家将扮演魔女派莓（파이베리，Pieberry），根据100天后派莓的状态与故事进度决定各种结局[2]。本作含有9个完全不同结局。
- 《魔女之泉2》- 2016年6月28日发行。故事发生在巴菲利亚大陆，时间线几乎与《魔女之泉》一致。玩家将扮演魔女露娜（루나，Luna），与派莓一同成长，面对大陆上的魔女狩猎。
- 《魔女之泉3》- 2017年10月27日发行[3]。故事发生在德卢卡大陆。玩家将扮演魔女艾露迪（아이루디，Eirudy），解开自己的身世之谜。
- 《魔女之泉4》- 2019年12月19日发行[4]。故事发生在乌尔坡大陆。玩家将扮演小女王摩卡莫莉（Moccamori)，为了复活自己的养父阿德拉伊而不断战斗。

### 重制版
- 《魔女之泉 复刻版》- 2018年6月22日发行。代替了原作在各大商店中售卖，并支持免费升级[5]。
- 《魔女之泉3 Re:Fine -玩偶小魔女艾露迪的故事-》- 2020年12月17日在任天堂Switch平台发行[6]，2021年11月2日在Microsoft Windows平台发行，是本系列首部拥有角色语音的作品。本作基于《魔女之泉3》重置了立绘，并增添了新的剧情。
- 《魔女之泉R》- 2023年内发行。最初于2021年3月9日在社交媒体上公布本作[7]，后于同年6月15日公布了其首支实机演示影片[8]。2023年9月26日在Steam發售[9]。

## 设定

### 泉之战争
泉之战争是系列故事中的架空战争。人类为了夺取神族力量的源泉而发动战争，建立了新的国家和宗教，并将神族后裔们称为“魔女”。战争以人类一方胜利，神族几乎灭亡结束。

### 魔女狩猎
魔女狩猎是系列故事中的架空事件。人类在教皇的带领下清剿魔女，狩猎席卷多个大陆。

### 神族
远古时代就存在的种族，拥有巨大的力量，其力量根源为神泉，恩赐了人类无数的奇迹，曾被他们十分敬畏和赞扬，但因人类对力量的渴求而被大量杀害。

### 魔女
神族的后裔，魔女一名是泉之战争后人类给予的恶称，有纯血与混血之分，仍拥有着巨大的力量。

### 神泉
神族力量的源泉，可以决定一方水土。人类为了夺取它而发动了泉之战争。部分神泉在战争后枯竭了。

## 反響
2017年11月14日，系列總銷量超過100萬份，其中三成來自韓國。2021年10月，系列總銷量超過200萬份。